# Арне, Марианна
Марианна Арне (швед. Siv Marianne Ahrne, родилась 25 мая 1940 года) — шведская режиссер художественного и документального кино и телевидения, а также сценаристка. В 1976 году выиграла награду за лучшую режиссуру на Guldbagge Awards за свой фильм «Близко и далеко» (Långt borta och nära). В 1978 году ее фильм «Стены свободы» (Frihetens murar) открывал 11 Московский международный кинофестиваль. Анре одна из первых женщин в Швеции, начавшая снимать документальное кино. Самые известные ее работы: «Близко и далеко», «Стены свободы» и «På liv och död»

## Избранная фильмография
- Близко и Далеко (1976)
- Стены свободы (1979)
- På liv och död (1986)
- Flickan vid stenbänken (1989)